# Gare de Merlemont
La gare de Merlemont est une ancienne gare ferroviaire belge de la ligne 138A, de Florennes à Givet, située à Merlemont, section de la commune de Philippeville, dans la province de Namur en Région wallonne.
Mise en service en 1862 par la Compagnie de l’Est belge, elle ferme aux voyageurs en 1954 et aux marchandises en 1984. Une partie du bâtiment a été conservée sur le site des carrières de dolomie.

## Situation ferroviaire
Établie à 228 m d’altitude, la gare de Merlemont était située au point kilométrique (PK) 10,2 de la ligne 138A, de Florennes-Central à Givet (France) entre le point d'arrêt de Merlemont-Village et la gare de Romedenne-Surice.

## Histoire
La station de Merlemont est inaugurée le 23 juin 1862 par la Compagnie de l'Est belge qui livre à l'exploitation le même jour le prolongement vers Florennes, Doische et Givet du chemin de fer de Morialmé à Châtelineau.
Le Grand Central Belge, en 1864, puis Chemins de fer de l'État belge en 1897, deviennent l'exploitant de la ligne. La SNCB prend la suite des Chemins de fer de l'État en 1926.
Le trafic voyageurs entre Florennes et Doische (dernière gare avant Givet) est supprimé en octobre 1954. La gare de Merlemont devient de facto le terminus de la ligne dans les années 1960. Vers 1975-76, les rails en direction de Doische seront bien remis en état mais le trafic escompté ne se manifestera pas. La carrière des Dolomies de Merlemont continue à expédier sa production par train jusqu'à la fin de l'année 1983. La ligne est déclassée le 2 janvier 1984 et les rails démantelés.

### Gare de Merlemont-Village
L'emplacement excentré de la gare de Merlemont par rapport au village pousse l'État belge à créer un point d'arrêt le 1 juillet 1899 près du passage à niveau de la rue des Tilleuls. Fermé comme de nombreux arrêts secondaires au cours de la Première Guerre mondiale, il était toujours mentionné en 1940.

## Patrimoine ferroviaire

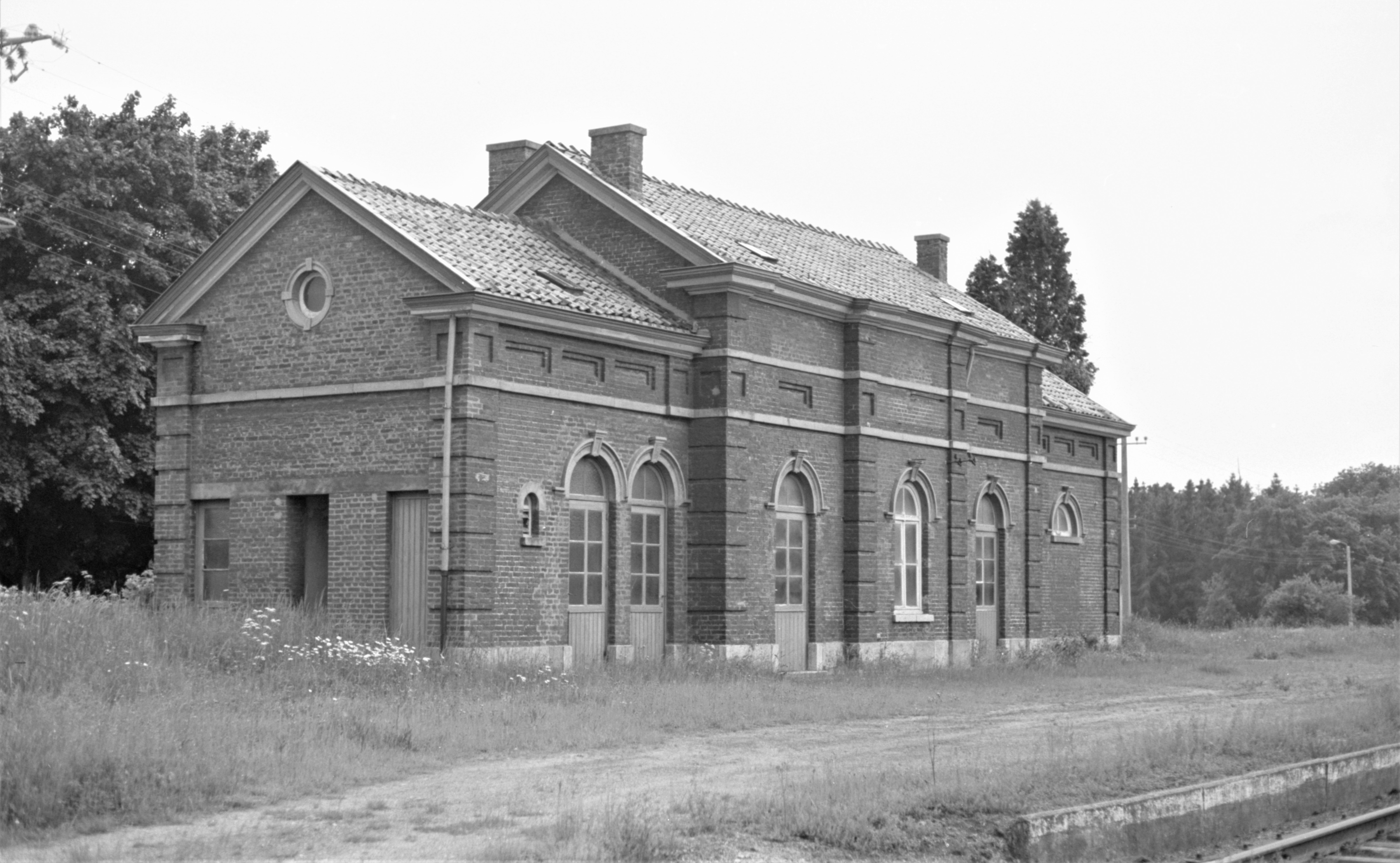
Ancien bâtiment.

Le bâtiment des recettes, désormais en ruine, a été utilisé comme bureau par la carrière, en face de la station de pesage pour les camions qui a remplacé le quai de la gare.
Du même type que les bâtiments des gares de Gerpinnes, Florennes-Est, Villers-le-Gambon et Romedenne-Surice, il a perdu son étage au cours du XXe siècle, conservant une différence de hauteur entre les ailes latérales et l'ancien corps de logis.